# Угоне I (юдик Арбореї)
Угоне I (італ. Ugone I;  1178–1211) — юдик (володар) Арборейської юдикату у 1192—1195 і 1206—1211 роках. Призвів до тривалої боротьби за владу і послаблення держави.

## Життєпис
Походив з роду Серра-Бас. Син Уго Понсо де Кервера, віконта Баса, і Сініспелли, доньки Баризона II, юдика Арбореї. Народився 1178 року в Ористано. У 1186 році після смерті останнього стрийня Угоне — Агальбурса підтримала його у боротьби проти нового юдика П'єтро I. Останній спирався на підтримку Пізи, а Угоне і Агальбурса — Генуї і Барселонської республіки. Боротьба тривала до 1192 року, коли було укладено Ористанську угоду, за якою Угоне став молодшим співюдиком. Водночас 1189 році після смерті батька успадкував віконство Бас, але передав його стрийкові Понсу III. Втім фактична влада у частині, що повинна була належати Угоне I, отримав Костянтин II, юдик Торресу.
У 1195 році після поразки П'єтро I від військ Кальярського юдикату втратив владу. Трон захопив Вільгельм Салусіо IV, а Угоне втік до Генуї.. 1198 році Угоне, повернув спочатку собі віконство Бас, а потім підняв повстання проти Вільгельма Салусіо, але знову зазнав поразки. У 1206 році після смерті П'єтро I у полоні Вільгельм Салусіо IV оголосив Угоне I правителем частини Арборейського юдикату, але перевагу мав саме Вільгельм Салусіо. Натомість Угоне I одружився з донькою останнього. Помер 1211 року в Ористано. Йому спадкував син П'єтро II.

## Родина
Дружина — Преціоза, донька Вільгельма Салусіо, юдика Кальярі і Арбореї
Діти:
- П'єтро (д/н—1241), юдик Арбореї